# Фогельсберг
Фогельсберг (нім. Vogelsberg) — громада в Німеччині, розташована в землі Тюрингія. Входить до складу району Земмерда. Складова частина об'єднання громад Ан-дер-Марке.
Площа — 12,84 км2. Населення становить 679 ос. (станом на 31 грудня 2021).

## Галерея

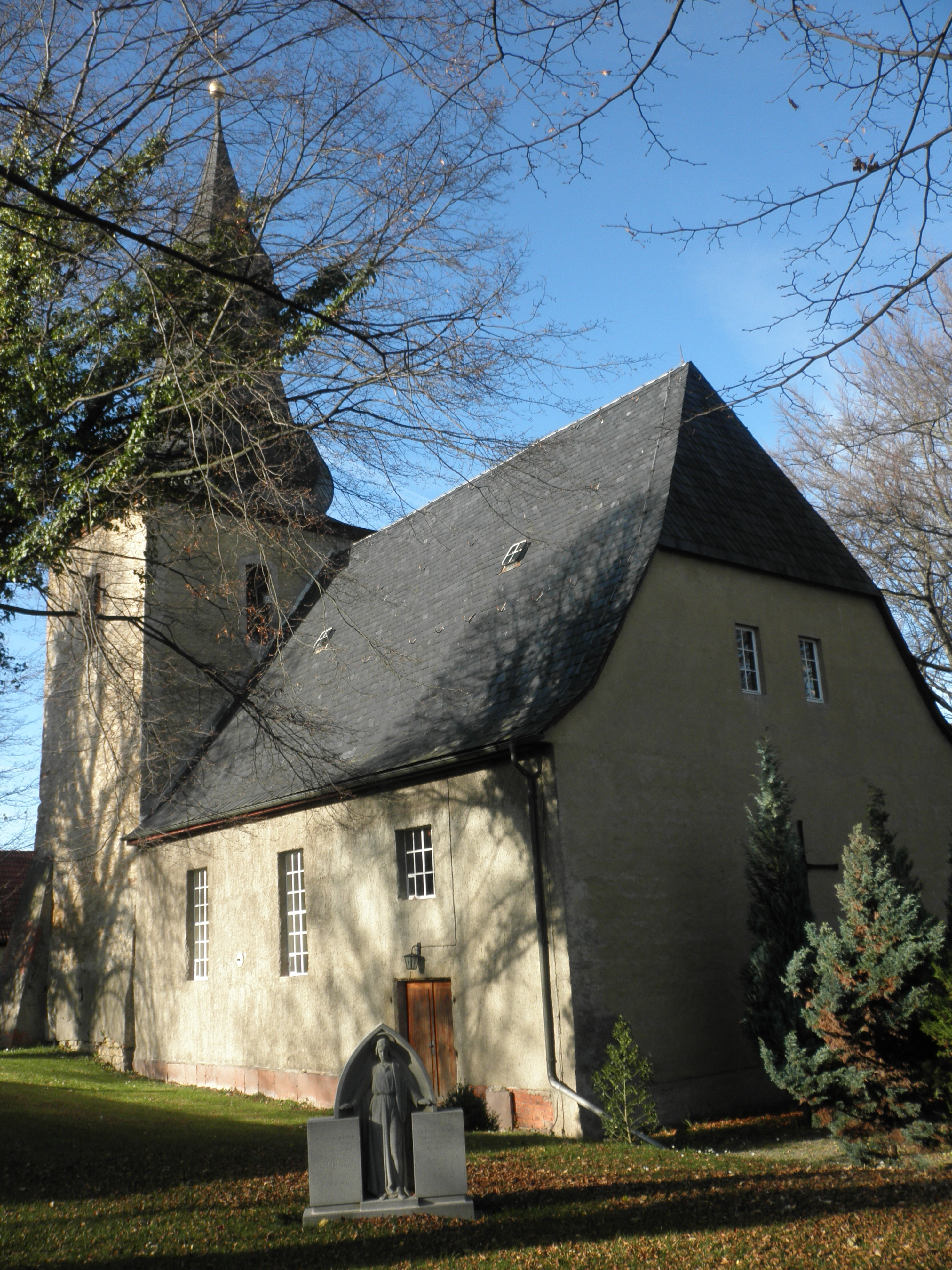